# 羅斯伍德海茨 (伊利諾伊州)
羅斯伍德海茨（英語：Rosewood Heights）是位於美國伊利諾伊州麥迪遜縣的一個人口普查指定地區。

## 地理
羅斯伍德海茨的座標為38°53′29″N 90°04′19″W / 38.89139°N 90.07194°W，而該地最高點為海拔高度163米（即535英尺）。

## 人口
根據2010年美國人口普查的數據，羅斯伍德海茨的面積為5.00平方千米，當中陸地面積為5.00平方千米，而水域面積為0.00平方千米。當地共有人口4038人，而人口密度為每平方千米807.6人。